# Callistochiton augustensis
Callistochiton augustensis är en blötdjursart som beskrevs av Edwin Ashby och Cotton 1937. Callistochiton augustensis ingår i släktet Callistochiton och familjen Ischnochitonidae. Inga underarter finns listade i Catalogue of Life.